# ۵۱۱ (میلادی)
۵۱۱ (میلادی) پانصد  و یازدهمین سال تقویم میلادی است.

## درگذشتگان
‎